# Pogonomys loriae
Pogonomys loriae — вид гризунів родини мишевих (Muridae). Зустрічається на острові Нова Гвінея (Індонезія і Папуа-Нова Гвінея).

## Морфологічна характеристика
Гризун середнього розміру, довжина голови й тулуба від 170 до 205 мм, довжина хвоста від 248 до 262 мм, довжина стопи від 29,8 до 33 мм, довжина вуха від 14 до 15,7 мм і вага до 158 грамів. Верхня частина червонувато-коричнева. Вуха круглі, вуса чорні, жорсткі, довжиною до 8,5 см. Навколо очей трохи темніші кільця, а кінчик носа чорний. Черевні частини кремово-білі. Руки та ноги білі. Хвіст набагато довший за голову й тулуб, чіпкий і з білими плямами.

## Поведінка
Це переважно деревний вид. Вночі лазить по деревах у пошуках їжі. Будує гнізда під землею, де проводить цілий день. Харчується частинами рослин, включаючи квіти та пилок, але переважно стеблами трав.